# Alphonse Tchami
Alphonse Marie Tchami (Batouri, Camerún; 14 de septiembre de 1971) es un exfutbolista camerunés. Se desempeñaba como delantero. Actualmente es el vicepresidente de la Federación Camerunesa de Fútbol.

## Biografía
Tchami jugaba en la posición de centrodelantero. Comenzó su carrera en Unisport Bafang de su país, para después emigrar al Vejle Boldklub y al poco tiempo al Odense de Dinamarca, en el que fue partícipe en el inesperado partido de la Copa de la UEFA donde dejan eliminado al Real Madrid con un global de 4-3.
Luego de su paso por el fútbol danés desembarcó en Argentina, para jugar en Boca Juniors.
En ese club jugó un total de 50 partidos y marcó 11 goles. Su gol más importante fue el que le marcó a River Plate en un superclásico en el Monumental, en la victoria de Boca por 2-4. Posee el récord de ser el único futbolista africano en compartir plantel con Diego Armando Maradona, se recuerda su amistad con el mediocampista Alberto Márcico, quien manejaba bien el francés (idioma oficial del Camerún) por su paso por el Toulouse, le ayudó a adaptarse al idioma castellano de a poco. Un 24 de noviembre de 1996 frente a Huracán, le dio el pase para que convirtiera su primer tanto en primera división a un joven Juan Román Riquelme, con quien también entabló muy buena relación.
En Boca Juniors fue perdiendo el puesto por la gran cantidad de delanteros que tenía el equipo Xeneize dirigido por Carlos Salvador Bilardo en ese momento, como Hugo Romeo Guerra, Sebastián Rambert, Gabriel Cedrés, Sergio Daniel Martínez y Diego Latorre.
Decidió partir de Argentina y seguir su carrera en el extranjero, empezando por el Hertha Berlin de Alemania, Al Wasl FC de Emiratos Árabes, Dundee United de Escocia, Chernomorets de Rusia, Niza de Francia, Shenyang Ginde de China, y acabó retirándose en "la chispa FC" de Francia
También fue internacional con la Selección de fútbol de Camerún, el cual es su sexto máximo goleador histórico, y con la que disputó los mundiales de 1994 y 1998, y de las Copas Africanas de Naciones de 1996 y 1998.

## Clubes
| Club                 | País                   | Año       | Goles en clubes |
| -------------------- | ---------------------- | --------- | --------------- |
| Unisport Bafang      | Camerún                | 1990-1991 | 0               |
| Vejle Boldklub       | Dinamarca              | 1992      | 6               |
| Odense BK            | Dinamarca              | 1992-1994 | 28              |
| Boca Juniors         | Argentina              | 1995-1997 | 14              |
| Hertha Berlin        | Alemania               | 1997-1999 | 4               |
| Al Wasl FC           | Emiratos Árabes Unidos | 1999-2000 | 0               |
| Dundee United        | Escocia                | 2000      | 0               |
| OGC Niza             | Francia                | 2001      | 1               |
| Chernomorets Odessa  | Ucrania                | 2001-2002 | 0               |
| Shenyang Ginde       | China                  | 2002-2003 | 1               |
| Al Nejmeh Beirut     | Líbano                 | 2003      | 0               |
| RC Épernay Champagne | Francia                | 2003-2005 | 0               |

## Palmarés
| Título      | Club      | Año     |
| Dbu Pokalen | Odense BK | 1992-93 |
| ----------- | --------- | ------- |